# Галлі (Міннесота)
Галлі (англ. Gully) — місто (англ. city) в США, в окрузі Полк штату Міннесота. Населення — 59 осіб (2020).

## Географія
Галлі розташоване за координатами 47°46′6″ пн. ш. 95°37′22″ зх. д. / 47.76833° пн. ш. 95.62278° зх. д. (47.768371, -95.622772).  За даними Бюро перепису населення США в 2010 році місто мало площу 0,68 км², уся площа — суходіл. В 2017 році площа становила 0,64 км², уся площа — суходіл.

## Демографія
Згідно з переписом 2010 року, у місті мешкало 66 осіб у 38 домогосподарствах у складі 15 родин. Густота населення становила 97 осіб/км².  Було 53 помешкання (78/км²).
Расовий склад населення:
| - 100,0 % — білих |

До двох чи більше рас належало 0,0 %. Частка іспаномовних становила 0,0 % від усіх жителів.
За віковим діапазоном населення розподілялося таким чином: 22,7 % — особи молодші 18 років, 50,0 % — особи у віці 18—64 років, 27,3 % — особи у віці 65 років та старші. Медіана віку мешканця становила 47,0 року. На 100 осіб жіночої статі у місті припадало 120,0 чоловіків;  на 100 жінок у віці від 18 років та старших — 121,7 чоловіків також старших 18 років.
Середній дохід на одне домашнє господарство  становив 41 213 долари США (медіана — 41 667), а середній дохід на одну сім'ю — 40 782 долари (медіана — 40 500). Медіана доходів становила 33 750 доларів для чоловіків та 22 000 доларів для жінок. За межею бідності перебувало 22,9 % осіб, у тому числі 28,0 % дітей у віці до 18 років та 0,0 % осіб у віці 65 років та старших.
Цивільне працевлаштоване населення становило 50 осіб. Основні галузі зайнятості: освіта, охорона здоров'я та соціальна допомога — 20,0 %, роздрібна торгівля — 16,0 %, мистецтво, розваги та відпочинок — 16,0 %.